# أدلايد بلو إيغيلز
أدلايد بلو إيغيلز هو نادي كرة قدم أسترالي تم إنشاؤه في سنة 1958 الميلادية 